# Дьёкереш, Виктор
Ви́ктор Эйнар Дьёкереш (Йёкерес) (швед. Viktor Einar Gyökeres, шведское произношение: [ˈvɪ̌kːtɔr ˈjø̂ːkɛrɛs], венгерское произношение: [ɟøkɛrɛʃ]; род. 4 июня 1998, Стокгольм) — шведский футболист, центральный нападающий лондонского клуба «Арсенал» и национальной сборной Швеции.

## Клубная карьера
Воспитанник клуба «Броммапойкарна». 8 августа 2015 года в матче против «Эстерсунда» дебютировал в Суперэттан. 20 августа в игре Кубка Швеции против «Сильвии» сделал дубль, забив первые голы за «Броммапойкарну». По итогам сезона клуб вылетел в низший дивизион, но Дьёкерш остался в команде и спустя год. 4 ноября 2017 года в матче против «Ефле» сделал хет-трик. По итогам сезона стал лучшим бомбардиром команды и помог ей выйти в элиту.
В начале 2018 года перешёл в английский «Брайтон энд Хоув Альбион». Сумма трансфера составила 1 млн евро. 28 августа в игре Кубка лиги против «Саутгемптона» дебютировал за основной состав. В июле 2019 года отправился в аренду в немецкий клуб «Санкт-Паули», за который он забил семь мячей в 26 матчах Второй Бундеслиги. 2 октября 2020 года «Суонси Сити» взял Виктора в аренду до конца сезона. Из 11 матчей за «Суонси» он лишь дважды выходил в стартовом составе и в январе 2021 года вернулся в «Брайтон».
15 января 2021 года отправился в аренду в «Ковентри Сити». Во второй половине сезона он забил три мяча в 19 матчах Чемпионшипа. В июле «Ковентри» выкупил права на игрока у «Брайтона» и подписал с ним контракт на три года.
13 июля 2023 года Виктор подписал контракт с португальским клубом «Спортинг», который заплатил за него рекордную для клуба сумму в 20 млн евро и 4 млн евро в виде бонусов. В последующих двух сезонах помог клубу выиграть чемпионат Португалии, при этом становясь в обоих сезонах лучшим его бомбардиром (29 голов в сезоне 2023/24 и 39 голов в сезоне 2024/25), а также Кубок Португалии в сезоне 2024/25. В этом же сезоне Дьёкереш занял второе место в борьбе за «Золотую бутсу», уступив первое место Килиану Мбаппе.
26 июля 2025 года Дьёкереш перешёл в лондонский «Арсенал». Трансфер лондонскому клубу с учётом бонусов обошёлся в 73 миллиона евро.

## Международная карьера
В 2017 году в составе юношеской сборной Швеции принял участие в юношеском чемпионате Европы в Грузии. На турнире он сыграл в матчах против команд Португалии, Чехии и Грузии. Во всех трёх поединках Виктор забил по голу и стал лучшим бомбардиром соревнований.
8 января 2019 года в товарищеском матче против сборной Финляндии дебютировал за сборную Швеции. 11 января в поединке против сборной Исландии он забил свой первый гол за национальную команду.

## Личная жизнь
Имеет венгерские корни по линии деда по отцовской линии, который эмигрировал в Швецию, и имеет двойное гражданство Венгрии и Швеции.
Его отец, Стефан Дьёкереш, играл в футбол за «Эстерсунд» и «Стугун» в 1980-х и 1990-х годах.
Дьёкереш встречался со шведской профессиональной футболисткой Амандой Нильден, с которой познакомился ещё во время выступлений за «Броммапойкарну». После того, как в 2018 году Дьёкереш перешёл в английский «Брайтон энд Хоув Альбион», Нильден последовала за ним, также заключив контракт с женской командой «чаек».
В январе 2024 года португальский телеканал CMTV сообщил, что Дьёкереш состоит в отношениях с португальской актрисой Инес Агиар (порт. Inês Aguiar).

## Клубная статистика
| Выступление              | Выступление       | Выступление      | Чемпионат | Чемпионат | Кубок | Кубок | Еврокубки | Еврокубки | Прочие | Прочие | Итого | Итого |
| Клуб                     | Лига              | Сезон            | Игры      | Голы      | Игры  | Голы  | Игры      | Голы      | Игры   | Голы   | Игры  | Голы  |
| ------------------------ | ----------------- | ---------------- | --------- | --------- | ----- | ----- | --------- | --------- | ------ | ------ | ----- | ----- |
| Броммапойкарна           | Суперэттан        | 2015             | 8         | 0         | 0     | 0     | 0         | 0         | 0      | 0      | 8     | 0     |
| Броммапойкарна           | Первый дивизион   | 2016             | 19        | 7         | 4     | 3     | 0         | 0         | 0      | 0      | 23    | 10    |
| Броммапойкарна           | Суперэттан        | 2017             | 29        | 13        | 7     | 2     | 0         | 0         | 0      | 0      | 36    | 15    |
| Броммапойкарна           | Итого             | Итого            | 56        | 20        | 11    | 5     | 0         | 0         | 0      | 0      | 67    | 25    |
| Брайтон энд Хоув Альбион | Премьер-лига      | 2018/19          | 0         | 0         | 4     | 0     | 0         | 0         | 1      | 0      | 5     | 0     |
| Брайтон энд Хоув Альбион | Премьер-лига      | 2020/21          | 0         | 0         | 0     | 0     | 0         | 0         | 3      | 1      | 3     | 1     |
| Брайтон энд Хоув Альбион | Итого             | Итого            | 0         | 0         | 4     | 0     | 0         | 0         | 4      | 1      | 8     | 1     |
| → Санкт-Паули            | Вторая Бундеслига | 2019/20          | 26        | 7         | 2     | 0     | 0         | 0         | 0      | 0      | 28    | 7     |
| → Санкт-Паули            | Итого             | Итого            | 26        | 7         | 2     | 0     | 0         | 0         | 0      | 0      | 28    | 7     |
| → Суонси Сити            | Чемпионшип        | 2020/21          | 11        | 0         | 1     | 1     | 0         | 0         | 0      | 0      | 12    | 1     |
| → Суонси Сити            | Итого             | Итого            | 11        | 0         | 1     | 1     | 0         | 0         | 0      | 0      | 12    | 1     |
| → Ковентри Сити          | Чемпионшип        | 2020/21          | 19        | 3         | 0     | 0     | 0         | 0         | 0      | 0      | 19    | 3     |
| → Ковентри Сити          | Итого             | Итого            | 19        | 3         | 0     | 0     | 0         | 0         | 0      | 0      | 19    | 3     |
| Ковентри Сити            | Чемпионшип        | 2021/22          | 45        | 17        | 2     | 1     | 0         | 0         | 0      | 0      | 47    | 18    |
| Ковентри Сити            | Чемпионшип        | 2022/23          | 46        | 21        | 1     | 1     | 0         | 0         | 3      | 0      | 50    | 22    |
| Ковентри Сити            | Итого             | Итого            | 91        | 38        | 3     | 2     | 0         | 0         | 3      | 0      | 97    | 40    |
| Спортинг                 | Примейра          | 2023/24          | 33        | 29        | 6     | 6     | 9         | 5         | 2      | 3      | 50    | 43    |
| Спортинг                 | Примейра          | 2024/25          | 33        | 39        | 7     | 5     | 8         | 6         | 4      | 4      | 52    | 54    |
| Спортинг                 | Итого             | Итого            | 66        | 68        | 13    | 11    | 17        | 11        | 6      | 7      | 102   | 97    |
| Всего за карьеру         | Всего за карьеру  | Всего за карьеру | 269       | 136       | 34    | 19    | 17        | 11        | 13     | 8      | 333   | 174   |

## Достижения

### Командные
«Броммапойкарна»
- Чемпион Суперэттан: 2017

«Спортинг»
- Чемпион Португалии (2): 2023/24, 2024/25
- Обладатель Кубка Португалии: 2024/25

### Личные
- Футболист года в Португалии: 2024
- Футболист года в Швеции: 2024
- Лучший бомбардир чемпионата Европы среди юношей до 19 лет: 2017 (3 гола)
- Лучший бомбардир чемпионата Португалии (2): 2023/24 (29 голов)[33], 2024/25 (39 голов)[34]